# نيشان الصداقة
نيشان الصداقة ( (بالفيتنامية: Huân chương Hữu nghị) ) هي جائزة الخدمة الممنوحة من قبل حكومة فيتنام «للأجانب ومجموعات الأجانب الذين قدموا مساهمات كبيرة في بناء وتوطيد وتنمية الصداقة بين فيتنام ودول أخرى في العالم.» 
يُمنح أمر الصداقة أو يُمنح بعد الوفاة للأجانب والمنظمات الأجنبية التي تستوفي المعايير التالية:
- روح التضامن والصداقة والاحترام المتبادل لسيادة فيتنام وقوانينها وعاداتها.
- هناك مساهمات مهمة في البناء والتنمية الاقتصادية - الاجتماعية والأمنية والدفاع في فيتنام، ولها مزايا عديدة في تعزيز وتطوير علاقات الصداقة والتعاون الجيد في السياسة والاقتصاد والدفاع والأمن والدبلوماسية والعلمية والتكنولوجية وحماية البيئة والثقافة والمجتمع بين فيتنام والدول الأخرى والمؤسسات الأجنبية الإقليمية والأقاليمية والمنظمات الدولية.

## المستلمون
- كوتش بارك هانج سيو ، 2018
- السفير الصيني هونغ شياويونغ، 2018 [2]
- السفيرة الإيطالية سيسيليا بيتشوني، 2018
- الدكتور جويل ليروي، جراح، 2017 [3]
- صابر حسين شودري [4]
- المعهد الآسيوي للتكنولوجيا [5]
- الصحفي الألماني Hellmut Kapfenberger [6]
- سوبيني ناندي، نائب الممثل المقيم، برنامج الأمم المتحدة الإنمائي، 2007
- فويتش فيليب ، رئيس الحزب الشيوعي في بوهيميا ومورافيا [7]